# IC 4466
IC 4466 ist ein verschmelzendes Galaxienpaar im Sternbild Bärenhüter am Nordsternhimmel. Sie ist rund 651 Millionen Lichtjahre von der Milchstraße entfernt.
Entdeckt wurde IC 4466 am 10. Mai 1904 von Royal Harwood Frost.